# San Hugo (título cardenalicio)
San Hugo es un título cardenalicio de la Iglesia Católica. Fue instituido por el papa Juan Pablo II en 1994.

## Titulares
- Emmanuel Wamala (26 de noviembre de 1994)